# Kolenohelea sharpi
Kolenohelea sharpi är en tvåvingeart som först beskrevs av Edwards 1929.  Kolenohelea sharpi ingår i släktet Kolenohelea och familjen svidknott. Inga underarter finns listade i Catalogue of Life.